# Bisdom Irapuato
Het bisdom Irapuato (Latijn: Dioecesis Irapuatensis) is een rooms-katholiek bisdom met als zetel Irapuato, in Mexico. Het bisdom is suffragaan aan het aartsbisdom León. 

## Geschiedenis
Het bisdom werd opgericht op 3 januari 2004, uit delen van het bisdom León en het aartsbisdom Morelia, en was suffragaan aan het aartsbisdom San Luis Potosi. Op 25 november 2006 wisselde het van kerkprovincie en werd suffragaan aan het nieuw verheven aartsbisdom León.

## Parochies
Het bisdom had in 2021 een oppervlakte van 1.775 km2 en telde 1.688.740 inwoners waarvan 96,3% rooms-katholiek was.

## Bisschoppen
- José de Jesús Martínez Zepeda (3 januari 2004 - 11 maart 2017)
- Enrique Díaz Díaz (11 maart 2017 - heden)

León (aartsbisdom) · Celaya · Irapuato · Querétaro